# Departamento Garay
Das Departamento Garay liegt im Osten der Provinz Santa Fe im Zentrum Argentiniens und ist eine von 19 Verwaltungseinheiten der Provinz. Mit 19.913 Einwohnern ist es das am dünnsten besiedelte Departamento der Provinz.
Es grenzt im Norden an das Departamento San Javier, im Osten, getrennt durch den Río Paraná, an die Provinz Entre Ríos, im Süden und Westen an das Departamento La Capital und im Westen an das San Justo. 
Die Hauptstadt des Departamento Garay ist Helvecia.

## Städte und Gemeinden
Das Departamento Garay ist in folgende Gemeinden aufgeteilt:
- Cayastá
- Colonia Mascías
- Helvecia
- Saladero Mariano Cabal
- Santa Rosa de Calchines

## Weblink
- IFAM-Daten Departamento Garay (spanisch)

Koordinaten: 31° 6′ S, 60° 12′ W